# Gerhard Engel
Gerhard Michael Engel (ur. 13 kwietnia 1906 w Gubinie, zm. 9 grudnia 1976 w Monachium) – niemiecki oficer, Generalleutnant, adiutant Adolfa Hitlera.

## Zarys kariery wojskowej
Do wojska trafił 5 października 1925 jako kadet 5 pułku piechoty w Szczecinie, gdzie we wrześniu 1930 został promowany na oficera. Od października 1935 był adiutantem dowódcy 27 pułku piechoty. 1 marca 1937 został promowany do stopnia kapitana. Następnie – od 10 marca 1938 – był adiutantem Hitlera. 1 stycznia 1940 został majorem, a 1 lutego 1943 – pułkownikiem.
Od czerwca do października 1944 był dowódcą 12 Dywizji Piechoty, następnie (z przerwami) do kwietnia 1945 utworzonej na jej bazie 12 Dywizji Grenadierów. Przez ostatni miesiąc wojny dowodził 56 Dywizją Piechoty.
Aresztowany przez Amerykanów w 1945, zwolniony w 1947.
Pod koniec lutego 1951 powołując się na własną wiedzę poświadczył bezbłędność rękopisu wystąpień przypisywanych Hitlerowi autorstwa Henry'ego Pickera (tzw. Rozmowy przy stole) i całkowitą wiarygodność Pickera. Ta niezgodna z rzeczywistością ocena posłużyła Gerhardowi Ritterowi za uzasadnienie decyzji o publikacji tekstu nakładem Institut für Zeitgeschichte. W maju 1964 złożył oświadczenie pod przysięgą, że Heinrich Heim, asystent Martina Bormanna, sporządził stenogramy przemówień Hitlera, wykorzystane następnie w książce Pickera. Podczas procesu sądowego w Monachium w kwietniu 1980 Heim, który spalił swoje notatki, zaprzeczył, że Engel mógł wiedzieć cokolwiek o sposobie ich przygotowania, a werdykt sądu uznał Heima za rzeczywistego autora jego części tekstu.

## Odznaczenia
- 1938 Krzyż Oficerski Orderu Korony Włoch

Krzyż Oficerski Orderu Domowego pw. świętych Maurycego i Łazarza
Medaille zur Erinnerung an den 13. März 1938 (Medal Anschlussu)
- 1939 Krzyż Żelazny

Krzyż Oficerski Orderu Zasługi (Węgry)
Order św. Sawy III klasy
- 1940 Order Korony Rumunii
- 1941 Order Krzyża Wolności II klasy z Mieczami
- 1943 Srebrny Krzyż Niemiecki
- 1944 Krzyż Żelazny II klasy

Krzyż Żelazny I klasy
Krzyż Rycerski Krzyża Żelaznego z Liśćmi Dębu
- Wojenny Krzyż Zasługi z Mieczami II klasy
- Wojenny Krzyż Zasługi z Mieczami I klasy
- Infanterie-Sturmabzeichen (Srebrna Odznaka Piechoty Szturmowej)
- Czarna Odznaka za Rany
- Srebrna Odznaka za Rany
- Złota Odznaka za Rany

## Publikacje
- Heeresadjutant bei Hitler 1938–1943. Aufzeichnungen des Major Engels, red. Hildegard von Kotze, Deutsche Verlags-Anstalt, Stuttgart 1974.